# Robert S. Hartman
Robert Schirokauer Hartman (* 27. Januar 1910 in Berlin; † 20. September 1973 in Mexiko-Stadt) war ein US-amerikanischer Logiker und Philosoph deutscher Herkunft.
Er gilt als bedeutender Vertreter der Wertewissenschaft (Axiologie, „Science of Value“) und ist Begründer der Formalen Axiologie (Mathematisch exakte Wertewissenschaft). Hartman war 1973 nominiert für den Friedensnobelpreis.

## Leben
Der Vater von Robert Schirokauer (das S. verblieb deswegen im Mittelnamen) war jüdischer Herkunft, seine leibliche Mutter lutherisch. Durch seine Stiefmutter wurde er katholisch erzogen. Er studierte Jura in Deutschland, Politikwissenschaft in Paris und Wirtschaft in London. Als junger Richter verurteilte er Anfang der 1930er Jahre angeklagte Nationalsozialisten hart und veröffentlichte auch offensive Artikel gegen die Nationalsozialisten und deren Aktivitäten.
Nach der „Machtergreifung“ Hitlers floh er im Sommer 1933 mit falschem Pass (Hartman) nach Frankreich und schlug sich dort als Fotograf mit einer Bildagentur durch, die er kurze Zeit später in London weiter betrieb. In der Folge arbeitete er mit Gerhard Zucker, einem deutschen Raketeningenieur zusammen, der diese Technologie der britischen Post zur Verfügung stellen wollte. In London machte er auch die Bekanntschaft mit dem Repräsentanten von Walt Disney in Europa und wurde kurz darauf beauftragt, das entsprechende Geschäft in Skandinavien aufzubauen. Die Nationalsozialisten observierten ihn weiterhin. 1938 verließ er Europa, um zunächst für Walt Disney in Mexiko die Geschäfte zu führen. Um seine wissenschaftlichen Forschungen über die Frage „Was ist gut?“ weiterzuführen, immigrierte er 1942 von Mexiko in die USA und promovierte 1946 in Philosophie an der Northwestern University in Illinois. Nach zahlreichen Lehraufträgen und Gastprofessuren, u. a. am Massachusetts Institute of Technology und an der Yale University, lehrte und forschte er bis zu seinem Tode 1973 jeweils halbjährlich an der University of Tennessee in Knoxville und der Universidad Nacional Autónoma de México.
Robert S. Hartman blieb neben seinen wissenschaftlichen Arbeiten auch stets der Unternehmenswelt verbunden, z. B. durch Beratung und Publikationen. Er gilt als der Vater des profit-share-Gedankens in den USA und unterstützte so maßgeblich die Beteiligung der Belegschaft an den Unternehmensgewinnen, auch mit Hilfe von Pensionseinzahlungen. In den 1960er und 1970er Jahren war er stark beeinflusst vom Kalten Krieg und der Gefahr der Vernichtung der Menschheit durch Nuklearwaffen. Er stand mit zahlreichen politischen Größen in der ganzen Welt in Kontakt, um Möglichkeiten eines dauerhaften Friedens zu fördern. In seinem letzten Lebensjahr war er für den Friedensnobelpreis nominiert.

## Werk
Die mathematisch exakte Wertewissenschaft stand im Zentrum von Hartmans Wirken als Wissenschaftler. Die Gräueltaten der Nationalsozialisten waren der ausschlaggebende Grund dafür, dass sich Robert S. Hartman in seiner zweiten Lebenshälfte ganz der Forschung des „Guten“ widmete. Ihn trieb die Frage um, warum in der Geschichte stets die brutalen und menschenverachtenden Herrscher die Mächtigeren zu sein schienen. Menschliches Leben erachtete er selbst für unendlich wertvoll. Er wollte ein Formalkonzept des Guten entwickeln, um dadurch das ethisch-moralische Denken und Handeln des Menschen auf ein exaktes und hohes Niveau zu bringen – ähnlich wie es die Naturwissenschaften mit ihren technischen Entwicklungen seit mehr als 500 Jahren mit Hilfe der Axiome von Isaac Newton und anderen erreicht hatten. Das „Gute“ würde mithin gestärkt, um dem „Bösen“ besser Paroli bieten zu können. Sein Streben nach einer besseren, werteorientierten Welt legt das folgende Zitat dar: „I thought to myself, if evil can be organized so efficiently [by the Nazis] why cannot be good? Is there any reason for efficiency to be monopolized by the forces for evil in the world? Why is it so difficult to organize good? Why have good people in history never seemed to have had as much power as bad people? I decided I would try to find out why and devote my life to doing something about it.“
Das von Robert S. Hartman entwickelte Axiom der Wertewissenschaft hat die formale Definition des „Guten“ zum Gegenstand: „Gut ist, was sein Konzept erfüllt.“ (Good is concept fulfillment). Dadurch gelang es ihm unabhängig von unterschiedlichen moralisch-sittlichen Wertvorstellungen eine exakte Wissenschaft der Werte aufbauen. Das mathematisch formulierte Axiom bezieht sich auf die Eigenschaften (properties) eines Objekts bzw. Subjekts, sei es ein gedankliches Konstrukt, ein Gegenstand oder ein Mensch. Je mehr Eigenschaften bei einem Objekt festzustellen sind, desto wertvoller ist es. Sein mathematisch formuliertes Axiom lautet:
Vx = 2n – 1
Der Wert (Value = V) von „Etwas“, sei es Objekt oder Subjekt (x) entspricht der Basis 2 hoch n, das die Anzahl der Eigenschaften des „Etwas“ angibt, minus eins.
Hartman hat daraus drei unterschiedliche „Wertedimensionen“ abgeleitet: die intrinsische (menschliche), die extrinsische (gegenständliche) und die systemische (formale) Dimension. Aus der Kombination dieser Dimensionen lassen sich nun sowohl Alltagsbegriffe als auch komplizierte Zusammenhänge oder Situationen mit mathematischen Formeln darstellen, die auf der Wertewissenschaft basieren. Die Wertedimensionen lassen sich mithilfe der Cantor’schen Mengenlehre mathematisch darstellen. So wird es möglich, Werte und Wertungen exakt zu messen bzw. voneinander abzugrenzen. Eine Bewertung im Sinne von Gut oder Schlecht ist so vergleichbar möglich.

## Praktische Anwendung
Während die Arbeiten an einer Weiterentwicklung dieses Kalkulationsmodells der Werte nicht mehr zum Durchbruch gelangten, entwickelte Hartman eine praktisch-operative Anwendung seiner Forschungen, die heute als das Hartman Value Profile (HVP) bekannt ist. Dieses psychometrische – genau genommen wertemetrische – Verfahren erfasst das persönliche Wertesystem eines Probanden und lässt valide Rückschlüsse auf seine Einstellungen, Persönlichkeitseigenschaften und damit sein Verhalten zu. Durch das zweimalige Rangreihenordnen von jeweils 18 Aussagen können die genannten Eigenschaften in einer Weise gemessen werden, die eine Manipulation des Probanden ausschließt. Aus diesem Grund eignet sich das HVP für den Einsatz in der Personalauswahl, Personalentwicklung sowie im Coaching. Das HVP ist durch zahlreiche, auch internationale Validierungsstudien wissenschaftlich untermauert. Im europäischen Raum werden Applikationen des HVP erst seit kurzem angeboten.